# 10221 Kubrick
10221 Kubrick eller 1997 UM9 är en asteroid i huvudbältet som upptäcktes den 28 oktober 1997 av den tjeckiske astronomen Petr Pravec vid Ondřejov-observatoriet. Den är uppkallad efter den amerikanske filmregissören, manusförfattaren och filmproducenten, Stanley Kubrick.
Asteroiden har en diameter på ungefär 4 kilometer.